# Алгид
Алгид (Mons Algidus; Algidus Mons) е планина, която се намира близо до планината Албани, на 20 км югоизточно от Рим в Лацио.
Известна е с историческата битка на Mons Algidus през 458 пр.н.е. между Римската република и еквите.